# Чемпіонат Швейцарії з хокею 1967
Чемпіонат Швейцарії з хокею 1967 — 56-й чемпіонат Швейцарії з хокею (Національна ліга А). Чемпіоном став ХК «Клотен» (1 титул). НЛА покинули СК «Берн» та ХК «Янг Спрінтерс». За регламентом змагань команди на першому етапі зіграли між собою за коловою системою (по два матчі, загалом 18 матчів). На другому етапі сім найкращих клуба ліги, ще провели матчі у одне коло між собою та виявили чемпіона і призерів чемпіонату. Три найгірших клуба, разом з чотирма найкращими клубами НЛБ розіграли одне місце в НЛА на наступний сезон. Також ліга скорочувалась з наступного чемпіонату до 8-ми клубів.

## 1 етап (тур за туром)

### 1 тур 5.11.1966
- Цюрих СК - ХК «Вісп» 2:10 (0:1, 1:5, 1:4) [зіграли 2 листопада]
- «Ла Шо-де-Фон» - Грассгоппер-Клуб 2:2 (1:0, 1:1, 0:1)
- ХК «Лангнау» - «Серветт-Женева» 3:3
- «Янг Спрінтерс» - «Давос» 4:6 (1:3, 1:0, 2:3)
- «Клотен» - СК «Берн» 6:1

### 2 тур 9.11.1966
- ХК «Вісп» - «Серветт-Женева» 5:1 (2:0, 3:1, 0:0)
- «Янг Спрінтерс» - «Ла Шо-де-Фон» 1:2 (0:1, 0:1, 1:0)
- «Давос» - «Клотен» 6:2
- СК «Берн» - ХК «Лангнау» 3:0 (0:0, 0:0, 3:0) [зіграли 10 листопада]
- Грассгоппер-Клуб - Цюрих СК 3:3 (1:1, 1:1, 1:1) [зіграли 10 листопада]

### 3 тур 12.11.1966
- «Ла Шо-де-Фон» - Цюрих СК 12:5 (3:2, 6:0, 3:3)
- «Серветт-Женева» - «Давос» 5:3 (0:3, 4:0, 1:0)
- СК «Берн» - Грассгоппер-Клуб 2:6 (1:3, 0:2, 2:1)
- ХК «Вісп» - ХК «Лангнау» 6:2
- «Клотен» - «Янг Спрінтерс» 6:2 (3:1, 2:1, 1:0)

### 4 тур 19.11.1966
- Цюрих СК - СК «Берн» 6:5 (1:1, 1:2, 3:1)
- ХК «Лангнау» - «Ла Шо-де-Фон» 5:3 (1:1, 2:2, 2:0)
- «Давос» - ХК «Вісп» 1:2 (0:1, 1:0, 0:1)
- «Серветт-Женева» - «Клотен» 5:3 (2:1, 2:2, 1:0)
- «Янг Спрінтерс» - Грассгоппер-Клуб 4:6 (1:3, 1:0, 2:3)

### 5 тур 23.11.1966
- Цюрих СК - «Серветт-Женева» 4:2 (0:2, 3:0, 1:0) [зіграли 22 листопада]
- ХК «Вісп» - «Янг Спрінтерс» 9:3 (5:0, 2:1, 2:2)
- «Ла Шо-де-Фон» - СК «Берн» 3:2 (2:1, 1:1, 0:0)
- Грассгоппер-Клуб - «Клотен» 3:4 (2:1, 0:2, 1:1) [зіграли 24 листопада]
- ХК «Лангнау» - «Давос» 5:1 (0:0, 2:1, 3:0) [зіграли 24 листопада]

### 6 тур 26.11.1966
- «Клотен» - ХК «Лангнау» 3:3 (2:1, 0:2, 1:0)
- СК «Берн» - ХК «Вісп» 4:1 (2:0, 1:0, 1:1)
- «Серветт-Женева» - Грассгоппер-Клуб 5:1 (1:0, 1:1, 3:0)
- «Янг Спрінтерс» - Цюрих СК 2:3 (0:2, 1:1, 1:0)
- «Давос» - «Ла Шо-де-Фон» 0:3 (0:0, 0:2, 0:1)

### 7 тур 3.12.1966
- Цюрих СК - ХК «Лангнау» 6:3 (3:1, 2:2, 1:0) [зіграли 30 листопада]
- СК «Берн» - «Давос» 1:4 (0:0, 1:1, 0:3)
- ХК «Вісп» - Грассгоппер-Клуб 3:2 (1:0, 1:1, 1:1)
- «Клотен» - «Ла Шо-де-Фон» 0:7 (0:1, 0:3, 0:3)
- «Янг Спрінтерс» - «Серветт-Женева» 3:13 (0:5, 2:5, 1:3)

### 8 тур 7.12.1966
- «Серветт-Женева» - «Ла Шо-де-Фон» 5:2 (1:0, 1:1, 3:1)
- ХК «Вісп» - «Клотен» 2:6 (2:3, 0:1, 0:2)
- «Давос» - Цюрих СК 3:5 (2:0, 1:2, 0:3)
- «Янг Спрінтерс» - СК «Берн» 4:2 (0:1, 3:1, 1:0)
- ХК «Лангнау» - Грассгоппер-Клуб 7:1 (1:1, 3:0, 3:0) [зіграли 9 грудня]

### 9 тур 10.12.1966
- «Ла Шо-де-Фон» - ХК «Вісп» 1:3 (1:1, 0:1, 0:1)
- СК «Берн» - «Серветт-Женева» 0:9 (0:4, 0:3, 0:2)
- Грассгоппер-Клуб - «Давос» 0:4 (0:2, 0:1, 0:1) [зіграли 11 грудня]
- Цюрих СК - «Клотен» 5:5 (1:1, 2:2, 2:2) [зіграли 13 грудня]
- ХК «Лангнау» - «Янг Спрінтерс» 6:1 (2:0, 1:0, 3:1) [зіграли 14 грудня]

### 10 тур 17.12.1966
- «Давос» - «Янг Спрінтерс» 7:2 (2:0, 2:1, 3:1)
- «Серветт-Женева» - ХК «Лангнау» 2:4 (0:0, 1:2, 1:2)
- ХК «Вісп» - Цюрих СК 5:5 (3:1, 1:2, 1:2)
- СК «Берн» - «Клотен» 1:1 (0:0, 1:1, 0:0)
- Грассгоппер-Клуб - «Ла Шо-де-Фон» 1:1 (0:1, 1:0, 0:0) [зіграли 18 грудня]

### 11 тур 21.12.1966
- Цюрих СК - Грассгоппер-Клуб 3:2 (1:1, 1:0, 1:1)
- «Ла Шо-де-Фон» - «Янг Спрінтерс» 10:0 (1:0, 5:0, 4:0)
- «Серветт-Женева» - ХК «Вісп» 13:0 (7:0, 3:0, 3:0)
- ХК «Лангнау» - СК «Берн» 7:0 (2:0, 2:0, 3:0)
- «Клотен» - «Давос» 4:5 (2:2, 1:1, 1:2)

### 12 тур 2.01.1967
- Цюрих СК - «Ла Шо-де-Фон» 2:2 (0:0, 1:2, 1:0)
- «Давос» - «Серветт-Женева» 2:5 (1:3, 1:1, 0:1)
- Грассгоппер-Клуб - СК «Берн» 4:0 (2:0, 2:0, 0:0)
- «Янг Спрінтерс» - «Клотен» 2:7 (1:0, 0:5, 1:2)
- ХК «Лангнау» - ХК «Вісп» 6:1 (2:1, 4:0, 0:0)

### 13 тур 7.01.1967
- Грассгоппер-Клуб - «Янг Спрінтерс» 8:2 (2:0, 3:1, 3:1)
- ХК «Вісп» - «Давос» 5:2 (2:1, 2:0, 1:1)
- СК «Берн» - Цюрих СК 2:3 (2:0, 0:1, 0:2)
- «Клотен» - «Серветт-Женева» 5:6 (0:3, 2:2, 3:1)
- «Ла Шо-де-Фон» - ХК «Лангнау» 4:2 (1:1, 1:0, 2:1)

### 14 тур 11.01.1967
- «Янг Спрінтерс» - ХК «Вісп» 3:8 (1:3, 2:2, 0:3)
- «Давос» - ХК «Лангнау» 5:2 (1:0, 3:1, 1:1)
- СК «Берн» - «Ла Шо-де-Фон» 1:3 (0:0, 0:2, 1:1)
- «Клотен» - Грассгоппер-Клуб 4:2 (1:0, 3:1, 0:1)
- «Серветт-Женева» - Цюрих СК 6:2 (3:0, 2:2, 1:0)

### 15 тур 14.01.1967
- «Ла Шо-де-Фон» - «Давос» 7:3 (3:1, 1:1, 3:1)
- ХК «Лангнау» - «Клотен» 5:1 (4:0, 1:0, 0:1)
- Цюрих СК - «Янг Спрінтерс» 8:2 (3:1, 3:1, 2:0)
- ХК «Вісп» - СК «Берн» 2:0 (0:0, 1:0, 1:0)
- Грассгоппер-Клуб - «Серветт-Женева» 3:4 (1:1, 1:1, 1:2) [зіграли 15 січня]

### 16 тур 21.01.1967
- «Ла Шо-де-Фон» - «Клотен» 4:5 (1:4, 3:1, 0:0)
- «Давос» - СК «Берн» 6:2 (1:0, 1:1, 4:1)
- Грассгоппер-Клуб - ХК «Вісп» 4:2 (0:0, 0:1, 4:1)
- «Серветт-Женева» - «Янг Спрінтерс» 12:3 (7:0, 3:3, 2:0)
- ХК «Лангнау» - Цюрих СК 6:5

### 17 тур 25.01.1967
- Цюрих СК - «Давос» 4:5 (1:1, 1:2, 2:2) [зіграли 18 січня]
- «Ла Шо-де-Фон» - «Серветт-Женева» 5:3 (2:1, 3:2, 0:0)
- СК «Берн» - «Янг Спрінтерс» 6:1 (1:0, 2:1, 3:0)
- «Клотен» - ХК «Вісп» 5:5 (4:1, 1:3, 0:1)
- Грассгоппер-Клуб - ХК «Лангнау» 4:9 (1:2, 3:3, 0:4) [зіграли 26 січня]

### 18 тур 28.01.1967
- «Янг Спрінтерс» - ХК «Лангнау» 5:4 (2:0, 2:2, 1:2)
- «Серветт-Женева» - СК «Берн» 7:1 (1:0, 4:1, 2:0)
- «Давос» - Грассгоппер-Клуб 8:5 (2:1, 3:2, 3:2)
- «Клотен» - Цюрих СК 8:1 (2:1, 2:0, 4:0)
- ХК «Вісп» - «Ла Шо-де-Фон» 4:2 (2:1, 2:0, 0:1)

## Підсумкова таблиця (1 етап)
| М   | Команда             | І  | Пер | Н | Пор | ШЗ  | ШП  | О  |
| --- | ------------------- | -- | --- | - | --- | --- | --- | -- |
| 1.  | ХК «Серветт-Женева» | 18 | 13  | 1 | 4   | 106 | 49  | 27 |
| 2.  | ХК «Вісп»           | 18 | 11  | 2 | 5   | 73  | 62  | 24 |
| 3.  | «Ла Шо-де-Фон»      | 18 | 10  | 3 | 5   | 73  | 44  | 23 |
| 4.  | ХК «Клотен»         | 18 | 10  | 2 | 6   | 79  | 54  | 22 |
| 5.  | ХК «Лангнау»        | 18 | 8   | 4 | 6   | 75  | 65  | 20 |
| 6.  | ХК «Давос»          | 18 | 10  | 0 | 8   | 71  | 63  | 20 |
| 7.  | Цюрих СК            | 18 | 8   | 4 | 6   | 71  | 82  | 20 |
| 8.  | Грассгоппер-Клуб    | 18 | 5   | 3 | 10  | 57  | 67  | 13 |
| 9.  | СК «Берн»           | 18 | 3   | 1 | 14  | 32  | 72  | 7  |
| 10. | ХК «Янг Спрінтерс»  | 18 | 2   | 0 | 16  | 44  | 123 | 4  |

## Фінальний раунд

### Тур за туром
| Дата       | Команда             | Рахунок              | Команда             |
| ---------- | ------------------- | -------------------- | ------------------- |
| 08.02.1967 | ХК «Серветт-Женева» | 3 : 4 (0:2,2:0,1:2)  | ХК «Вісп»           |
| 08.02.1967 | «Ла Шо-де-Фон»      | 1 : 3 (1:0,0:1,0:2)  | ХК «Лангнау»        |
| 08.02.1967 | ХК «Клотен»         | 8 : 3 (3:2,3:1,2:0)  | ХК «Давос»          |
| 11.02.1967 | ХК «Вісп»           | 3 : 3 (0:3,1:0,2:0)  | «Ла Шо-де-Фон»      |
| 11.02.1967 | Цюрих СК            | 5 : 10 (0:3,2:4,3:3) | ХК «Клотен»         |
| 11.02.1967 | ХК «Давос»          | 3 : 3 (0:2,1:0,2:1)  | ХК «Лангнау»        |
| 15.02.1967 | ХК «Давос»          | 12 : 2 (2:0,5:1,5:1) | Цюрих СК            |
| 15.02.1967 | ХК «Лангнау»        | 1 : 1 (0:0,0:1,1:0)  | ХК «Вісп»           |
| 15.02.1967 | «Ла Шо-де-Фон»      | 2 : 1 (1:1,0:0,1:0)  | ХК «Серветт-Женева» |
| 18.02.1967 | ХК «Серветт-Женева» | 5 : 2 (3:1,1:1,1:0)  | ХК «Лангнау»        |
| 18.02.1967 | Цюрих СК            | 3 : 2 (0:2,0:0,3:0)  | «Ла Шо-де-Фон»      |
| 18.02.1967 | ХК «Вісп»           | 1 : 3 (1:0,0:1,0:2)  | ХК «Клотен»         |
| 22.02.1967 | ХК «Вісп»           | 3 : 5 (1:1,1:2,1:2)  | Цюрих СК            |
| 22.02.1967 | ХК «Лангнау»        | 1 : 3 (1:0,0:0,0:3)  | ХК «Клотен»         |
| 22.02.1967 | ХК «Серветт-Женева» | 5 : 3 (2:1,2:0,1:2)  | ХК «Давос»          |
| 25.02.1967 | ХК «Клотен»         | 4 : 4 (3:1,0:1,1:2)  | «Ла Шо-де-Фон»      |
| 25.02.1967 | Цюрих СК            | 3 : 3 (0:0,0:2,3:1)  | ХК «Серветт-Женева» |
| 25.02.1967 | ХК «Давос»          | 6 : 1 (3:0,0:1,3:0)  | ХК «Вісп»           |
| 01.03.1967 | «Ла Шо-де-Фон»      | 6 : 2 (1:2,3:0,2:0)  | ХК «Давос»          |
| 01.03.1967 | ХК «Клотен»         | 2 : 5 (0:3,2:2,0:0)  | ХК «Серветт-Женева» |
| 01.03.1967 | ХК «Лангнау»        | 8 : 3 (3:0,3:0,2:3)  | Цюрих СК            |

### Підсумкова таблиця
| М  | Команда             | І | Пер | Н | Пор | ШЗ | ШП | О |
| -- | ------------------- | - | --- | - | --- | -- | -- | - |
| 1. | ХК «Клотен»         | 6 | 4   | 1 | 1   | 30 | 19 | 9 |
| 2. | ХК «Серветт-Женева» | 6 | 3   | 1 | 2   | 22 | 16 | 7 |
| 3. | «Ла Шо-де-Фон»      | 6 | 2   | 2 | 2   | 18 | 16 | 6 |
| 4. | ХК «Лангнау»        | 6 | 2   | 2 | 2   | 18 | 16 | 6 |
| 5. | ХК «Давос»          | 6 | 2   | 1 | 3   | 29 | 25 | 5 |
| 6. | Цюрих СК            | 6 | 2   | 1 | 3   | 21 | 38 | 5 |
| 7. | ХК «Вісп»           | 6 | 1   | 2 | 3   | 13 | 21 | 4 |

## Турнір за виживання (підсумкова таблиця)
| М  | Команда            | І | Пер | Н | Пор | ШЗ | ШП | О  |
| -- | ------------------ | - | --- | - | --- | -- | -- | -- |
| 1. | Грассгоппер-Клуб   | 6 | 5   | 0 | 1   | 27 | 16 | 10 |
| 2. | ХК «Сьєр»          | 6 | 4   | 1 | 1   | 29 | 18 | 9  |
| 3. | ХК «Янг Спрінтерс» | 6 | 3   | 1 | 1   | 26 | 17 | 7  |
| 4. | ХК «Амбрі-Піотта»  | 6 | 3   | 0 | 2   | 25 | 17 | 6  |
| 5. | ХК «Сьйон»         | 6 | 3   | 0 | 3   | 26 | 33 | 6  |
| 6. | СК «Берн»          | 6 | 1   | 0 | 5   | 16 | 24 | 2  |
| 7. | СК Кюснахт         | 6 | 0   | 0 | 6   | 13 | 37 | 0  |

## Найкращі бомбардири
1. Фріц Неф (ХК «Серветт-Женева») — 61 очко (45 + 16)
2. Мішель Тюрле («Ла Шо-де-Фон») - 40 очок (21 + 19)
3. Вальтер Віттвер (ХК «Лангнау») - 37 очок (19 + 18)
4. Рето Флюрі (ХК «Давос») - 36 очок (24 + 12)
5. Герхард Віттвер (ХК «Лангнау») - 34 очка (21 + 13)